# Supercoppa del Giappone 2024
La Supercoppa del Giappone 2024 si è disputata il 17 febbraio 2024 allo Stadio nazionale del Giappone di Tokyo e ha visto sfidarsi il Vissel Kōbe, vincitrice della J1 League 2023, e il Kawasaki Frontale, vincitrice della Coppa dell'Imperatore 2023.
A conquistare il trofeo è stato il Kawasaki Frontale, che è riuscito a conquistare il trofeo per la terza volta nella sua storia, grazie alla vittoria di misura per 1-0 per merito della rete di Sai van Wermeskerken.
L'arbitro dell'incontro è stato il signor Akihiko Ikeuchi.

## Tabellino
| Arbitro: | Akihiko Ikeuchi |

|  |           |                      |
|  | Marcatori | 48’ van Wermeskerken |

| Vissel Kōbe | Kawasaki Frontale |

| P                | 1  | Daiya Maekawa     |     |     |
| D                | 24 | Gōtoku Sakai      |     |     |
| D                | 4  | Tetsushi Yamakawa |     |     |
| D                | 3  | Matheus Thuler    |     |     |
| D                | 19 | Ryō Hatsuse       |     | 83’ |
| C                | 6  | Takahiro Ōgihara  | 67’ | 70’ |
| C                | 96 | Hotaru Yamaguchi  |     |     |
| C                | 18 | Haruya Ide        |     | 21’ |
| A                | 26 | Jean Patric       |     | 70’ |
| A                | 22 | Daiju Sasaki      |     |     |
| A                | 10 | Yūya Ōsako        |     |     |
| A disposizione:  |    |                   |     |     |
| P                | 21 | Shōta Arai        |     |     |
| D                | 23 | Rikuto Hirose     |     | 70’ |
| D                | 55 | Takuya Iwanami    |     |     |
| D                | 81 | Ryūho Kikuchi     |     |     |
| C                | 2  | Nanasei Iino      |     | 83’ |
| C                | 7  | Yōsuke Ideguchi   |     | 70’ |
| A                | 8  | Taisei Miyashiro  |     | 21’ |
| Allenatore:      |    |                   |     |     |
| Takayuki Yoshida |    |                   |     |     |

|                 |    |                      |     |       |
|                 |    |                      |     |       |
| P               | 99 | Naoto Kamifukumoto   |     |       |
| D               | 31 | Sai van Wermeskerken |     | 80’   |
| D               | 2  | Kōta Takai           |     |       |
| D               | 35 | Yūichi Maruyama      |     |       |
| D               | 15 | Shūto Tanabe         | 15’ | 46’   |
| C               | 6  | Zé Ricardo           |     |       |
| C               | 16 | Tatsuki Seko         |     | 85’   |
| C               | 26 | Hinata Yamauchi      |     | 80’   |
| A               | 20 | Shin Yamada          |     |       |
| A               | 28 | Patrick Verhon       |     | 65’   |
| A               | 18 | Bafétimbi Gomis      |     | 25’   |
| A disposizione: |    |                      |     |       |
| P               | 21 | Shunsuke Andō        |     |       |
| D               | 13 | Sōta Miura           |     | 46’   |
| C               | 8  | Kento Tachibanada    | 80’ | 90+3’ |
| C               | 25 | Renji Matsui         |     |       |
| C               | 30 | Yūsuke Segawa        |     | 80’   |
| C               | 77 | Yūki Yamamoto        |     | 85’   |
| A               | 23 | Marcinho             |     | 65’   |
| Allenatore:     |    |                      |     |       |
| Tōru Oniki      |    |                      |     |       |